# Cyphacolus
Cyphacolus är ett släkte av steklar. Cyphacolus ingår i familjen Scelionidae.
Kladogram enligt Catalogue of Life:
| Cyphacolus | \| \| Cyphacolus bhowaliensis \| \| \| \| \| \| Cyphacolus bouceki \| \| \| \| \| \| Cyphacolus veniprivus \| \| \| \| |
|            | \| \| Cyphacolus bhowaliensis \| \| \| \| \| \| Cyphacolus bouceki \| \| \| \| \| \| Cyphacolus veniprivus \| \| \| \| |
|            | Cyphacolus bhowaliensis                                                                                                |
|            | |
|            | Cyphacolus bouceki |
|            | |
|            | Cyphacolus veniprivus                                                                                                  |
|            | |